# Editura Artège
Editura Artège este o casă franceză de edituri, fondată la începutul anului 2010 prin fuziunea editurilor Tempora, Artège și Socéval. Are sediul în orașul universitar Perpignan și este specializată în religie, filosofie, culturologie, istorie și geopolitică. 